# Каффи, Алекс
Алесса́ндро «А́лекс» Ка́ффи (итал. Alessandro Caffi, 18 марта 1964 года, Ровато, Брешиа) — итальянский автогонщик, участник чемпионата мира по автогонкам в классе Формула-1.

## Биография
В 1984—1986 годах соревновался в итальянской Формуле-3, дважды был вице-чемпионом Италии в Формуле-3, выигрывал Европейский кубок Формулы-3. В 1986 году стартовал в Гран-при Италии Формулы-1, на финише отстал на шесть кругов от победителя и не был классифицирован. На следующий год провёл полный сезон в Формуле-1 в команде «Озелла», за весь сезон лишь один раз добрался до финиша на 12-м месте и дважды не прошёл квалификацию. В 1988—1989 годах выступал за команду «Даллара», на Гран-при Монако 1989 года финишировал четвёртым (лучший результат в карьере). В 1990 году перешёл в команду «Футуорк». Перед началом сезона получил травму при падении с велосипеда и пропустил первую гонку сезона. В 1991 году на квалификации перед Гран-при Монако попал в аварию, сломал челюсть и был вынужден пропустить четыре гонки сезона. После ухода из Формулы-1 выступал в различных чемпионатах кузовных и спортивных автомобилей.

## Результаты выступлений в Формуле-1
| Легенда к таблице |                                                                    |
| --- | ------------------------------------------------------------------ |
| В таблице перечислены результаты всех Гран-при Формулы-1, в которых принимал участие гонщик. Строками таблицы являются сезоны, столбцами — этапы чемпионата мира. В каждой клетке указаны сокращённое название этапа и результат, дополнительно обозначенный цветом. Расшифровка обозначений и цветов представлена в нижеследующей таблице. |                                                                    |
| \| Пример \| Описание \| \| ------------ \| ------------------------------------------------------------------ \| \| 1 \| Победитель \| \| 2 \| Второе место \| \| 3 \| Третье место \| \| 5 \| Финишировал, заработав очки \| \| Сход \| Не финишировал, но при этом заработал очки \| \| 12 \| Финишировал, не получив очков \| \| НКЛ \| Финишировал, но не попал в финальную классификацию \| \| 15 \| Участвовал вне зачёта, либо по отдельной классификации \| \| 18 \| Не финишировал, но попал в финальную классификацию \| \| Сход \| Не финишировал \| \| НКВ \| Не прошёл квалификацию \| \| НПКВ \| Не прошёл предквалификацию \| \| ДСК \| Дисквалифицирован \| \| ИСК \| Исключён из протокола соревнований \| \| ТТ \| Заявлен для участия только в тренировках \| \| НС \| Участвовал в квалификации, но не стартовал в гонке \| \| Т \| Травмирован или болен \| \| ОТК \| Отказ от участия \| \| НТР \| Прибыл на соревнования, но на трассу не выезжал \| \| НПР \| Был заявлен в числе участников, но не прибыл к началу соревнований \| \| О \| Соревнования отменены \| \| \| Не участвовал \| \| Поул-позиция \| \| \| Быстрый круг \| \| |                                                                    |
| Пример | Описание                                                           |
| 1 | Победитель                                                         |
| 2 | Второе место                                                       |
| 3 | Третье место                                                       |
| 5 | Финишировал, заработав очки                                        |
| Сход | Не финишировал, но при этом заработал очки                         |
| 12 | Финишировал, не получив очков                                      |
| НКЛ | Финишировал, но не попал в финальную классификацию                 |
| 15 | Участвовал вне зачёта, либо по отдельной классификации             |
| 18 | Не финишировал, но попал в финальную классификацию                 |
| Сход | Не финишировал                                                     |
| НКВ | Не прошёл квалификацию                                             |
| НПКВ | Не прошёл предквалификацию                                         |
| ДСК | Дисквалифицирован                                                  |
| ИСК | Исключён из протокола соревнований                                 |
| ТТ | Заявлен для участия только в тренировках                           |
| НС | Участвовал в квалификации, но не стартовал в гонке                 |
| Т | Травмирован или болен                                              |
| ОТК | Отказ от участия                                                   |
| НТР | Прибыл на соревнования, но на трассу не выезжал                    |
| НПР | Был заявлен в числе участников, но не прибыл к началу соревнований |
| О | Соревнования отменены                                              |
| | Не участвовал                                                      |
| Поул-позиция |                                                                    |
| Быстрый круг |                                                                    |

| Год  | Команда             | Шасси            | Двигатель   | 1        | 2        | 3        | 4        | 5        | 6        | 7        | 8        | 9        | 10       | 11       | 12       | 13       | 14       | 15       | 16       | Место | Очки |
| ---- | ------------------- | ---------------- | ----------- | -------- | -------- | -------- | -------- | -------- | -------- | -------- | -------- | -------- | -------- | -------- | -------- | -------- | -------- | -------- | -------- | ----- | ---- |
| 1986 | Озелла              | Озелла FA1G      | Альфа Ромео | БРА      | ИСП      | САН      | МОН      | БЕЛ      | КАН      | ДЕТ      | ФРА      | ВЕЛ      | ГЕР      | ВЕН      | АВТ      | ИТА НКЛ  | ПОР      | МЕК      |          | —     | 0    |
| 1987 | Озелла              | Озелла FA1I      | Альфа Ромео | БРА Сход | САН 12   | БЕЛ Сход | МОН Сход | ДЕТ Сход |          | ВЕЛ Сход | ГЕР Сход | ВЕН Сход | АВТ Сход | ИТА Сход | ПОР Сход | ИСП НКВ  | МЕК Сход | ЯПО Сход | АВС НКВ  | —     | 0    |
| 1987 | Озелла              | Озелла FA1G      | Альфа Ромео |          |          |          |          |          | ФРА Сход |          |          |          |          |          |          |          |          |          |          | —     | 0    |
| 1988 | BMS Scuderia Italia | Даллара 3087     | Cosworth    | БРА НПКВ |          |          |          |          |          |          |          |          |          |          |          |          |          |          |          | —     | 0    |
| 1988 | BMS Scuderia Italia | Даллара 188      | Cosworth    |          | САН Сход | МОН Сход | МЕК Сход | КАН НПКВ | ДЕТ 8    | ФРА 12   | ВЕЛ 11   | ГЕР 15   | ВЕН Сход | БЕЛ 8    | ИТА Сход | ПОР 7    | ИСП 10   | ЯПО Сход | АВС Сход | —     | 0    |
| 1989 | BMS Scuderia Italia | Даллара 189      | Cosworth    | БРА НПКВ | САН 7    | МОН 4    | МЕК 13   | США Сход | КАН 6    | ФРА Сход | ВЕЛ НПКВ | ГЕР Сход | ВЕН 7    | БЕЛ Сход | ИТА 11   | ПОР Сход | ИСП Сход | ЯПО 9    | АВС Сход | 19    | 4    |
| 1990 | Футуорк             | Эрроуз A11B      | Cosworth    | США Т    | БРА Сход | САН НКВ  | МОН 5    | КАН 8    | МЕК НКВ  | ФРА Сход | ВЕЛ 7    | ГЕР 9    | ВЕН 9    | БЕЛ 10   | ИТА 9    | ПОР 13   | ИСП Т    | ЯПО 9    | АВС НКВ  | 16    | 2    |
| 1991 | Футуорк             | Футуорк A11C     | Porsche     | США НКВ  | БРА НКВ  |          |          |          |          |          |          |          |          |          |          |          |          |          |          | —     | 0    |
| 1991 | Футуорк             | Футуорк FA12     | Porsche     |          |          | САН НКВ  | МОН НКВ  | КАН Т    | МЕК Т    | ФРА Т    | ВЕЛ Т    |          |          |          |          |          |          |          |          | —     | 0    |
| 1991 | Футуорк             | Футуорк FA12     | Cosworth V8 |          |          |          |          |          |          |          |          | ГЕР НПКВ | ВЕН НПКВ | БЕЛ НКВ  | ИТА НПКВ | ПОР НПКВ | ИСП НПКВ | ЯПО 10   | АВС 15   | —     | 0    |
| 1992 | Andrea Moda         | Coloni C4B       | Judd        | ЮАР ИСК  |          |          |          |          |          |          |          |          |          |          |          |          |          |          |          | —     | 0    |
| 1992 | Andrea Moda         | Andrea Moda S921 | Judd        |          | МЕК ОТК  | БРА      | ИСП      | САН      | МОН      | КАН      | ФРА      | ВЕЛ      | ГЕР      | ВЕН      | БЕЛ      | ИТА      | ПОР      | ЯПО      | АВС      | —     | 0    |